# Bazer Sakhra
Bazer Sakhra là một đô thị thuộc tỉnh Sétif, Algérie. Dân số thời điểm năm 2002 là 25.586 người.